# 企嶺下海

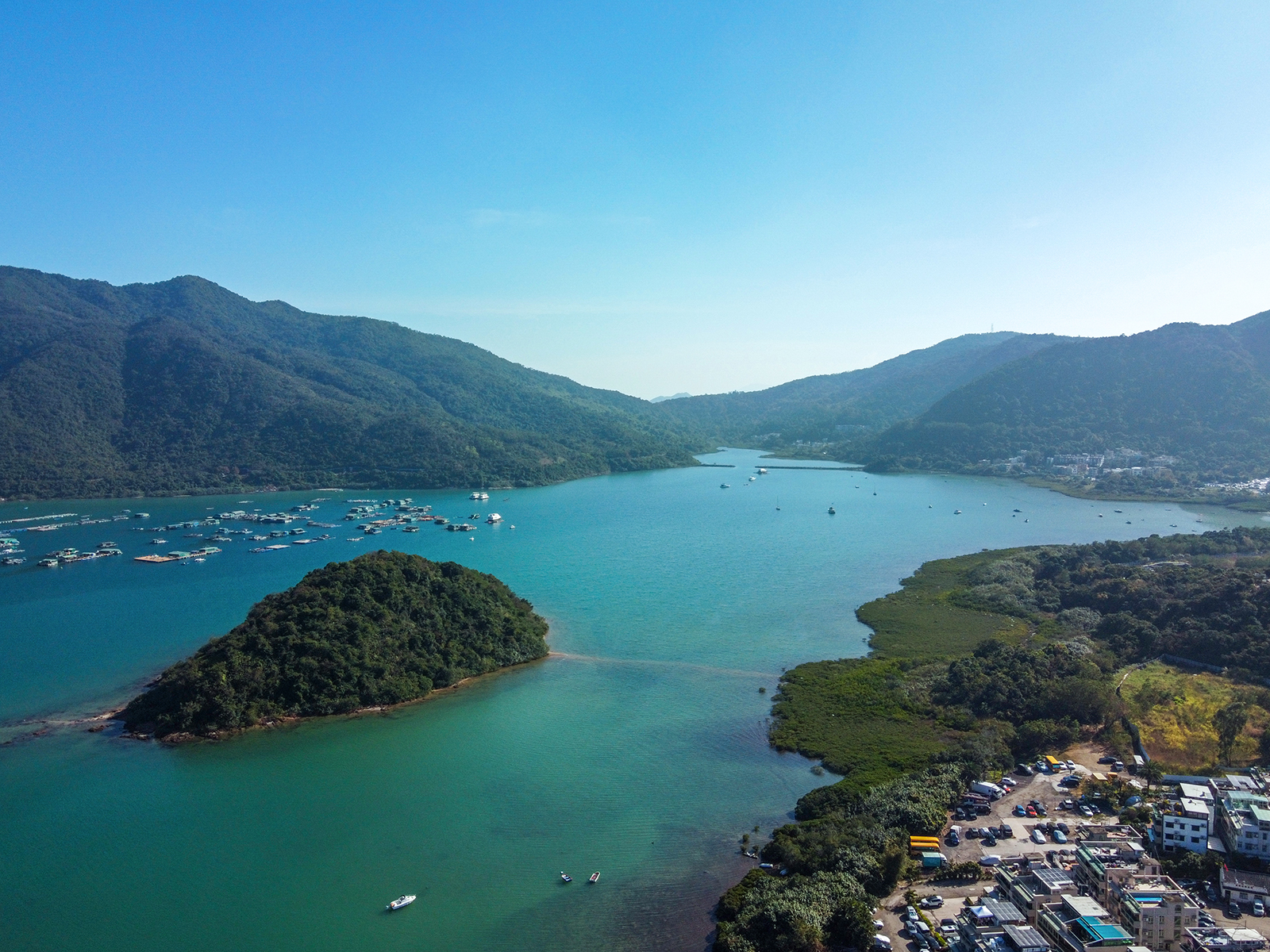
航拍企嶺下海，前方為企嶺下新圍，左方小島為烏洲

企嶺下海（英語：Kei Ling Ha Hoi），又稱三噚海（英語：Three Fathoms Cove），是位於香港新界西貢北近企嶺下的一個海域，三面環山，西面是西沙路十四鄉一帶；南面有雞公山；而東面則為石屋山山脊；北面連接吐露港及赤門。
鄰近企嶺下海，有十四鄉、榕樹澳和深涌等村落。企嶺下海中「企嶺」是指馬鞍山，企嶺下海的意思就是馬鞍山下的海。